# Pont Punta Penna Pizzone
Le pont Punta Penna Pizzone de Tarente, également connu sous le nom de pont Aldo Moro, est un ouvrage d'art reliant Punta Penna à Punta Pizzone, qui enjambe la rade nommée Mar Piccolo.
Inauguré le 30 juillet 1977, il mesure 1 909 mètres de long et atteint une hauteur de 45 mètres au-dessus du niveau de la mer. Il a été réalisé en béton précontraint sur la base d'un projet de l'Ingénieur Giorgio Belloni. L'ouvrage a coûté 26 milliards de lires pour la seule construction, et 15 milliards de lires supplémentaires pour l'exécution des travaux routiers secondaires.
La nécessité de ce grand chantier d'ingénierie est apparue à la fin des années soixante, pour surmonter les problèmes découlant de la circulation automobile croissante et de l'expansion urbaine de Tarente. Il représente un équipement routier essentiel pour la ville, car il permet la connexion rapide des banlieues sud et nord, en particulier pendant les procédures d'ouverture du pont tournant Girevole pour permettre le passage de grands navires militaires, une période pendant laquelle Tarente reste littéralement divisé en deux.
Le pont, dédié en 2008 à l'homme d'État des Pouilles enlevé et assassiné par les Brigades rouges en 1978, Aldo Moro, figure parmi les plus longs d'Europe.